# 13 Going on 30
13 Going on 30 is een Amerikaanse komediefilm uit 2004 met Jennifer Garner en Mark Ruffalo.

## Verhaal
Jenna Rink is een meisje van 13 jaar dat droomt van de perfecte wereld. Haar beste vriend Matt, is een dik mannetje dat altijd gepest wordt. Jenna wil redacteur worden, en dan liefst van het modetijdschrift 'Poise', en ook wil ze dan graag bij de populaire kinderen horen, de '6-chicks. Lucy is daar een van, waarvan ze niet weet dat zij een brutaal karakter heeft.
Op haar verjaardag wil Jenna zoenen met Chris, de populaire sportieve jongen. Matt geeft haar voor haar verjaardag wenspoeder en een uitgebreid poppenhuis. Omdat de populaire meisjes haar een lesje willen leren, stellen ze voor het spel '7 minuten in hemel' te spelen. Dan moet een meisje in een kast gaan zitten en de andere meiden kiezen een jongen uit. De meiden vertellen haar dat Chris komt, Jenna krijgt een blinddoek om en gaat in de kast zitten wachten tot Chris komt. De populaire meisjes gaan weg nadat ze tegen Matt toen hij terugkwam, zeggen dat Jenna op hem wacht in de kast. Als Jenna Matt wil gaan zoenen, zegt ze "dank je Chris". Als Matt "ik ben Chris niet, ik ben Matt" zegt, schrikt ze, doet haar blinddoek af en duwt hem uit de kast. dan gaat ze op de grond zitten en begint te bonken met haar rug tegen de kast, waar het poppenhuis met wenspoeder omvalt waarna het wenspoeder over haar heen komt.. Jenna roept: 'Thirty,flirty and thriving'.
De volgende ochtend wordt ze wakker als een 30-jarige vrouw.  Ze komt erachter dat ze redacteur van een mode-tijdschrift is geworden, weet niet dat ze geen contact meer met Matt heeft. Als ze besluit hem op te gaan zoeken, komt ze erachter dat hij al verloofd is. Toen Matt en Jenna meer gingen optrekken met elkaar kwamen ze erachter dat ze van elkaar hielden. Matt stopte het weg. Op de bruiloft waar Jenna was uitgenodigd probeert ze Matt om te praten om niet te trouwen. Ondertussen nemen Jenna en Lucy het tegen elkaar op om hoofd-moderedacteur te worden.
Jenna komt erachter dat ze de bruiloft niet meer kan stoppen. Ze pakt het oude poppenhuis dat Matt had uit zijn kast en neemt het mee naar beneden. Door de wind wordt vervolgens het wenspoeder van het huis geblazen en komt het opnieuw over Jenna heen, die als wens heeft dat dit nooit gebeurd zou zijn. Haar wens komt wederom in vervulling en ze belandt weer terug in de kast waar ze zichzelf als 13-jarige opgesloten had. Naar alle waarschijnlijkheid was alles een droom, net voor het moment dat Matt de kast in komt. Ze springt uit de kast en zoent Matt.
In de laatste scène van de film, zie je hoe Jenna en Matt trouwen en hun nieuwe huis in richten.

## Rolverdeling
- Jennifer Garner - Jenna Rink
- Mark Ruffalo - Matt Flamhaff
- Judy Greer - Lucy Wyman
- Andy Serkis - Richard Kneeland
- Kathy Baker - Bev Rink
- Phil Reeves - Wayne Rink
- Samuel Ball - Alex Carlson
- Marcia DeBonis - Arlene
- Christa B. Allen - Jonge Jenna
- Sean Marquette - Jonge Matt
- Ashley Benson - Six Chick